# Mikołaj Lewański
Mikołaj Lewański (ur. 31 sierpnia 1986) – polski lekkoatleta, sprinter.
Zawodnik MKL Szczecin czterokrotnym medalistą mistrzostw kraju w kategorii seniorów, m.in.: mistrzem Polski w sztafecie 4 x 100 metrów z 2005 oraz brązowym medalistą mistrzostw Polski na 100 metrów z 2009 roku. Wielokrotnie reprezentował Polskę na międzynarodowych imprezach : w 2005 w Kownie sztafeta 4 x 100 metrów w składzie: Mikołaj Lewański, Dariusz Kuć, Radosław Drapała oraz Karol Sienkiewicz wywalczyła srebro Mistrzostw Europy juniorów w lekkoatletyce, zaś w 2007 na Młodzieżowych Mistrzostwach Europy sztafeta Fabian Ziółkowski, Mikołaj Lewański, Mateusz Pluta i Dariusz Kuć nie ukończyła biegu finałowego. Podczas tej imprezy, rozgrywanej w węgierskim Debreczynie Mikołaj Lewański startował też indywidualnie - odpadł w półfinałowym biegu na 100 metrów.

## Rekordy życiowe
- bieg na 100 metrów - 10,33 s. (2008) oraz (10,18 s. - 13 września 2008 Grudziądz, przy zbyt silnym sprzyjającym wietrze +2,8 m/s)[1]
- bieg na 60 metrów - 6,81 s. (2008)